# Ivory (canción)
«Ivory» es el decimoquinto maxisencillo de la banda japonesa Dragon Ash, lanzado en 2006. Fue parte de la cuenta atrás para el lanzamiento en el 2007 del álbum Independiente, que se cumpliría 10 años de Dragon Ash.

## Lista de canciones
1. «Ivory» – 4:30
2. «Grief For A While» – 4:07
3. «F.C. Fellows» – 3:44

- Datos: Q5056989